# Cualbra abellera de compota de poma
L'abellera de compota de poma (Russula fellea) és una espècie de fong de l'ordre dels russulals (Russulales), família de les russulàcies. És una cualbra del grup de les cualbres abelleres.

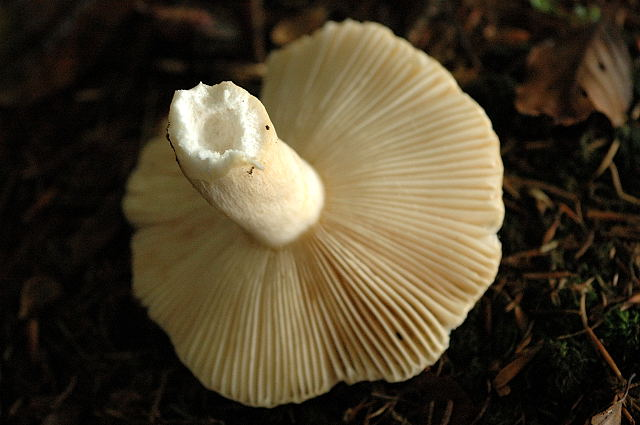
Secció de cama i revers de l''abellera de compota de poma (Russula fellea)

## Descripció
És un bolet de mida mitjana, amb barret de fins a 8 cm de diàmetre, de convex a estès; superfície groga, de groc ocràcia a groc brunenca, sovint d'un únic color; cutícula gairebé completament separable; marge aprimat, poc pentinat.
Làmines blanquinoses, amb tints del color del barret.
Cama de longitud similar al diàmetre del barret; del color del barret però més pàl·lid.
Carn inicialment blanca, més tard groguenca, immutable; gruixuda i ferma; olor fruitada, de compota de poma; tast molt acre.

## Hàbitat i distribució geogràfica
Freqüent; tant de sòls silicis com calcificats; des de l'estiu a finals de tardor, tendeix a preferir finals de temporada; de l'estatge montà; en boscos de planifolis però també mixtes amb coníferes; típic vora faig, algun cop bedoll i pi.

## Reaccions químiques
Fe + carn: Negativa
Tintura de guaiac + carn: Subnul·la

## Risc de confusió amb altres espècies
La cualbra groguenca (Russula ochroleuca) té un aspecte similar però és inodora, té la cama blanca, la carn lleument acre i una forta reacció al guaiac.
L'abellera fruitada (Russula farinipes) recorda l'abellera de compota de poma per tenir una olor fruitada i la recció negativa o dèbil al guaiac, però el marge del barret és fortament pectinat i la carn del barret consistent i elàstica.

## Comestibilitat
No és comestible degut el seu tast molt acre.